# Lège
Lège település Franciaországban, Haute-Garonne megyében. Lakosainak száma 33 fő (2022. január 1.). Lège Sost, Baren, Cazaux-Layrisse és Guran községekkel határos.

## Népesség
A település népességének változása:
| Lakosok száma | 72   | 39   | 55   | 41   | 42   | 42   | 43   | 36   | 33   | 33   |
|               | 1968 | 1982 | 1990 | 2006 | 2013 | 2015 | 2017 | 2019 | 2020 | 2022 |